# Brzeziny Cieciułowskie
Brzeziny Cieciułowskie (do 31 grudnia 2015 Brzeziny) – kolonia w Polsce położona w województwie opolskim, w powiecie oleskim, w gminie Rudniki
Kolonia wchodzi w skład sołectwa Cieciułów.
W latach 1975–1998 miejscowość położona była w województwie częstochowskim.